# Kalinów Nowy (hromada)
Kalinów Nowy – hromada terytorialna w rejonie samborskim obwodu lwowskiego Ukrainy. Siedzibą hromady jest miasto Kalinów Nowy.
Hromadę utworzono 11 sierpnia 2015 roku w ramach reformy decentralizacji. W jej skład weszły miejscowości z dotychczasowych hromad: Bilina Wielka, Kalinów, Kalinów Nowy, Kornalowice, Hordynia.  

## Miejscowości hromady
W skład hromady wchodzi miasto Kalinów Nowy, osiedle typu miejskiego Dublany i 23 miejscowości

- Kalinów Nowy – miasto, centrum hromady
- Dublany – osiedle typu miejskiego
- Babina
- Bilina Wielka
- Bilinka Mała
- Brzegi
- Burczyce
- Burczyce Nowe
- Foroszcza
- Foroszcza Mała
- Hordynia
- Kalinów
- Klimaszczyzna
- Kornalowice
- Kornice
- Kowenice
- Krużyki
- Łąka
- Majnicz
- Mistkowice
- Ozimina Mała
- Ozimina Wielka
- Piniany
- Załużany
- Zarajsko